# Aleksander (Iszczein)
Aleksander, imię świeckie Aleksander Iszczein (ur. 13 czerwca 1952 w Jarosławiu, zm. 10 czerwca 2021) – rosyjski biskup prawosławny.

## Życiorys
Urodził się w rodzinie robotniczej. Ukończył studia w instytucie chemiczno-farmaceutycznym w Leningradzie. W 1975 złożył wieczyste śluby zakonne i przyjął święcenia diakońskie. 19 grudnia tego samego roku został hieromnichem, ze skierowaniem do pracy duszpasterskiej w eparchii stawropolskiej. Naukę w seminarium duchownym ukończył w trybie zaocznym. Przez cztery lata służył w cerkwi Zaśnięcia Matki Bożej w Mozdoku, będąc równocześnie dziekanem cerkwi w Osetii Północnej. W 1988 został podniesiony do godności archimandryty. W 1995 mianowany dziekanem wszystkich cerkwi prawosławnych na terytorium Azerbejdżanu i proboszczem parafii przy soborze Narodzenia Matki Bożej w Baku.
28 grudnia 1998 otrzymał nominację na biskupa bakijskiego i nadkaspijskiego. Uroczysta chirotonia miała miejsce 14 stycznia 1999 w soborze Objawienia Pańskiego w Moskwie, z udziałem konsekratorów: patriarchy Moskwy i całej Rusi Aleksego II, metropolitów krutickiego i kołomieńskiego Juwenaliusza, wołokołamskiego i juriewskiego Pitirima, arcybiskupów sołnecznogorskiego Sergiusza, emerytowanego arcybiskupa bakijskiego Walentego, istrińskiego Arseniusza oraz biskupów bronnickiego Tichona, oriechowo-zujewskiego Aleksego i krasnogorskiego Sawy. W 2012 został podniesiony do godności arcybiskupiej.
Zmarł w 2021 r. na COVID-19. Pochowany w Alei Honoru w Baku.